# 佛罗伦萨圣殇
佛罗伦萨圣殇（Pietà Bandini）是意大利文艺复兴大师米开朗基罗的一尊大理石雕塑，创作于1547 年至 1555 年。雕塑刻画了四个人物：耶穌基督、尼苛德摩（或有可能是阿黎瑪特雅人若瑟）、瑪利亞瑪達肋納和圣母玛利亚，现藏于佛罗伦萨主教座堂博物馆。 
瓦萨里说，米开朗基罗制作这座雕塑，是为了装饰他在罗马圣母大殿的坟墓。但他在完成作品之前，故意损坏基督的左腿，又将其卖掉，原因仍在争论中。
瓦萨里写道，米开朗基罗在 72 岁左右开始创作这座雕塑。这尊雕塑不是订制作品，而是为了娱乐自己，保持身体健康。米开朗基罗不知疲倦地工作到深夜，只用一根蜡烛来照明。 8 年后，米开朗基罗忽然要摧毁这件未完成的作品。学徒蒂贝里奥卡尔卡尼将作品恢复到现状。 这座雕塑一直受到模棱两可解释的困扰。
尼哥底母的面部，被认为是米开朗基罗本人的自画像。  